# Église Saint-Augustin d'Amberg

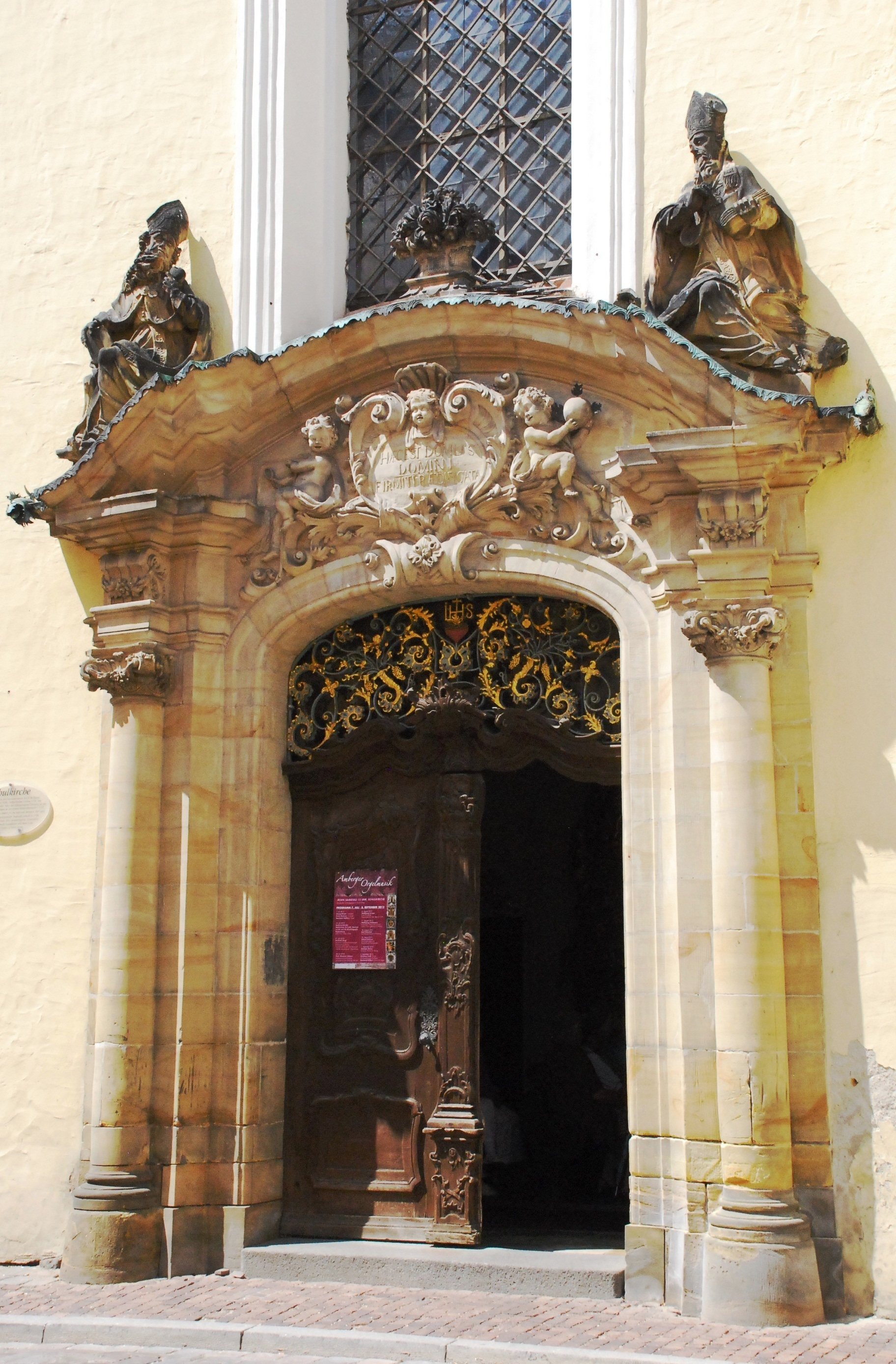
Schulkirche Amberg, Portal

L'église Saint-Augustin, dite l'église de l'école (Schulkirche), est une église rococo d'Amberg en Bavière dans le diocèse de Ratisbonne. Cette église catholique dédiée à saint Augustin est l'ancienne église conventuelle du couvent du même nom fondé par les Visitandines. Elle compte parmi les églises rococo d'Allemagne les plus significatives. 

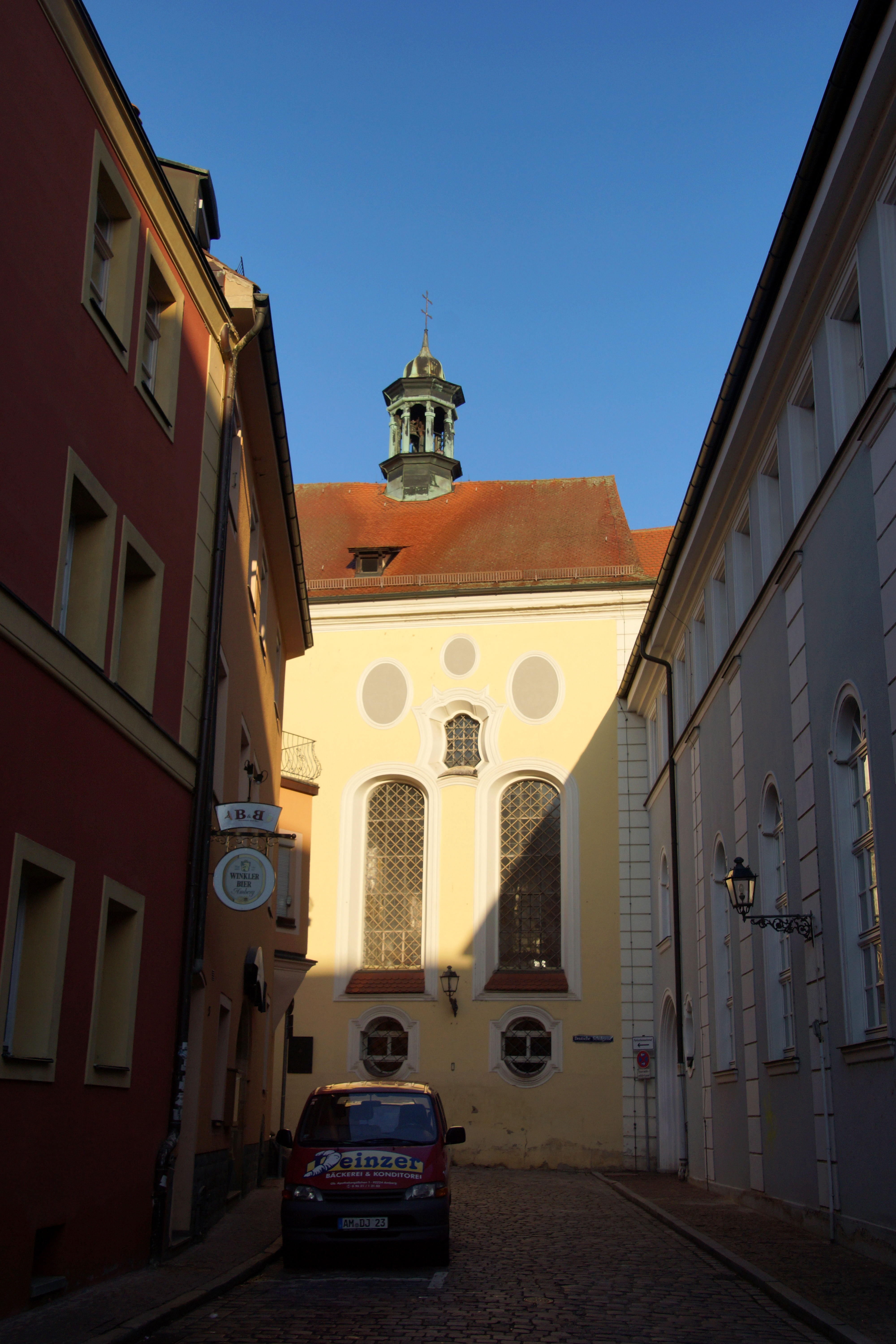
Vue extérieure.

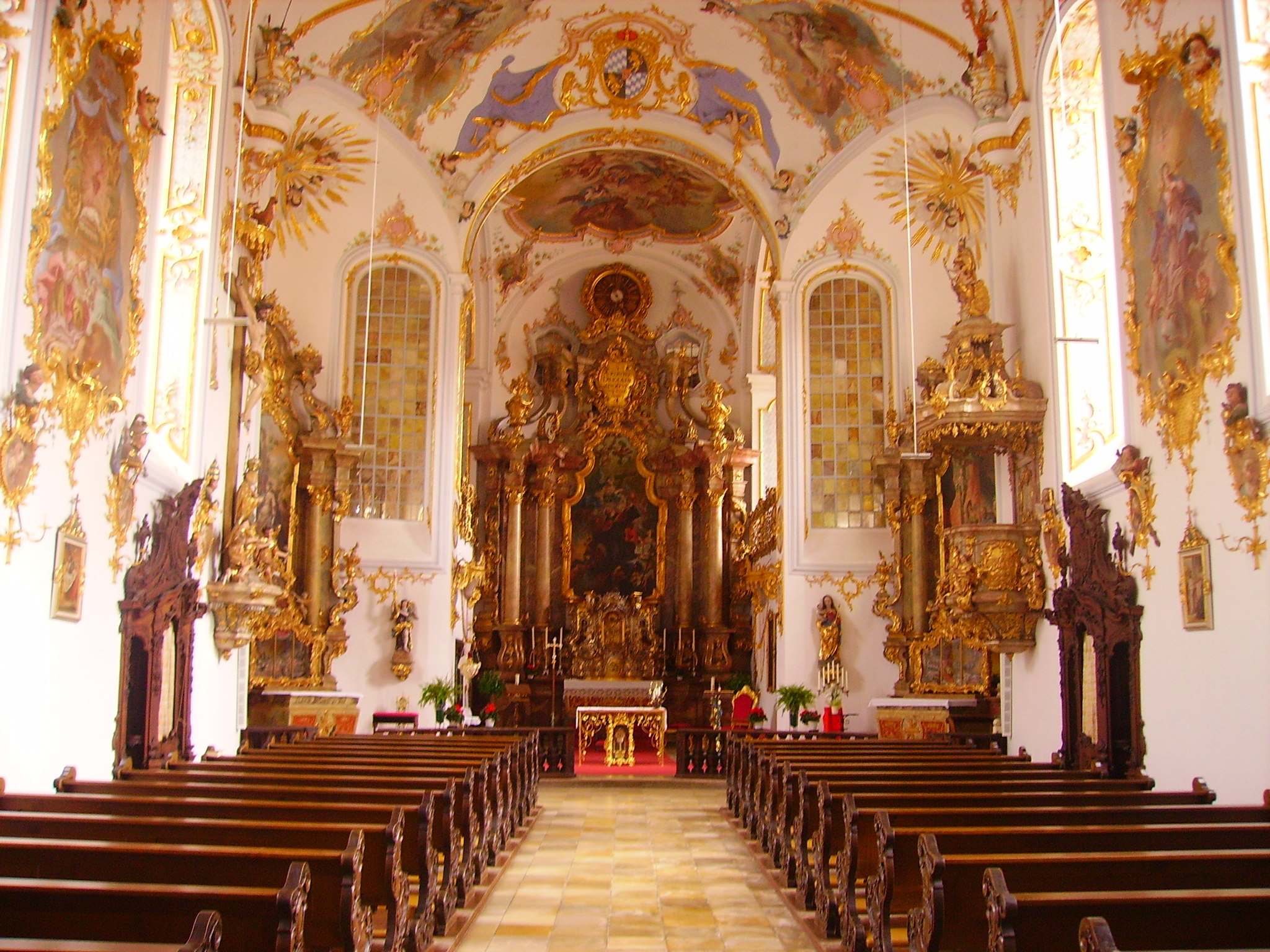
Vue vers le maître-autel.

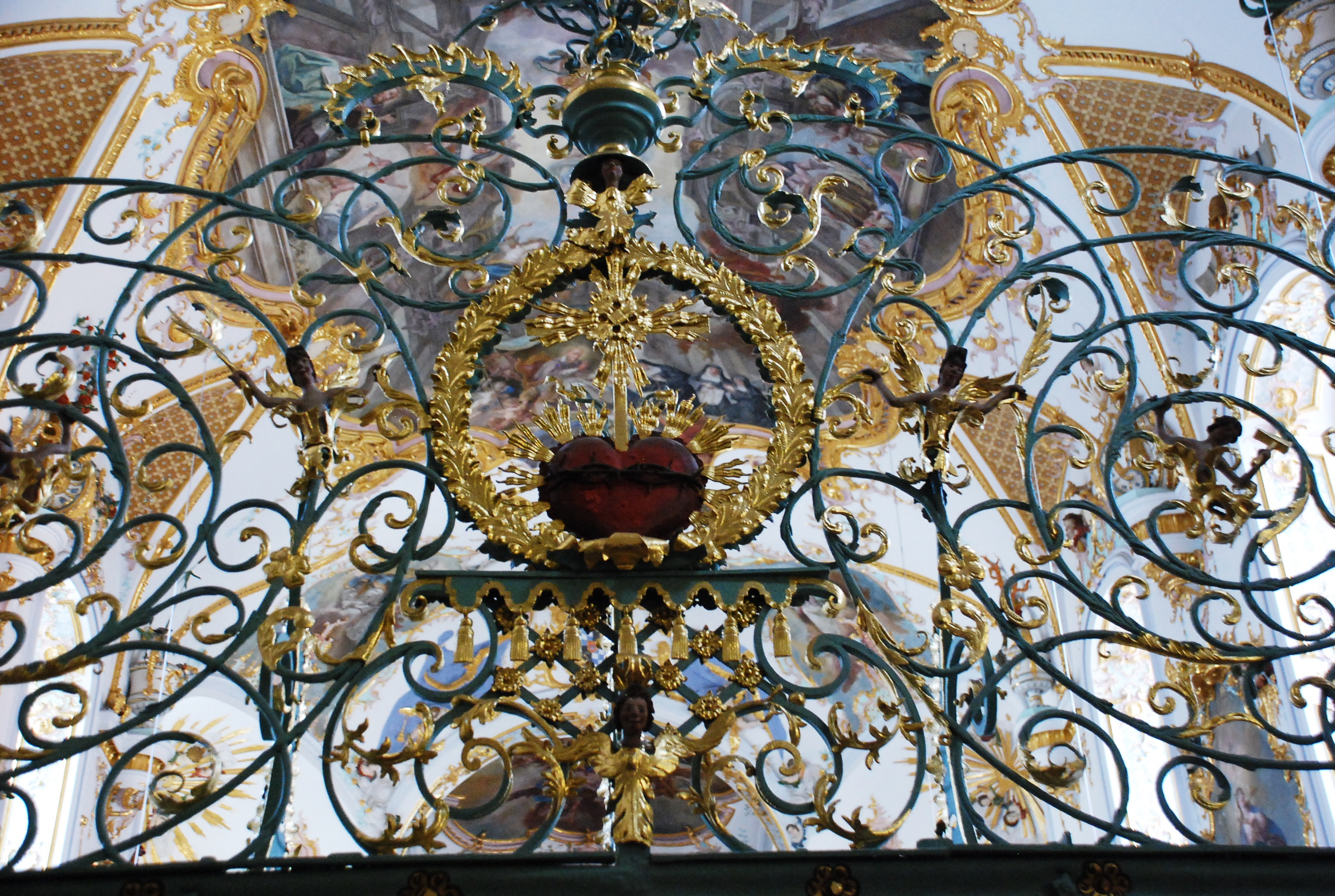
Grilles du chœur.

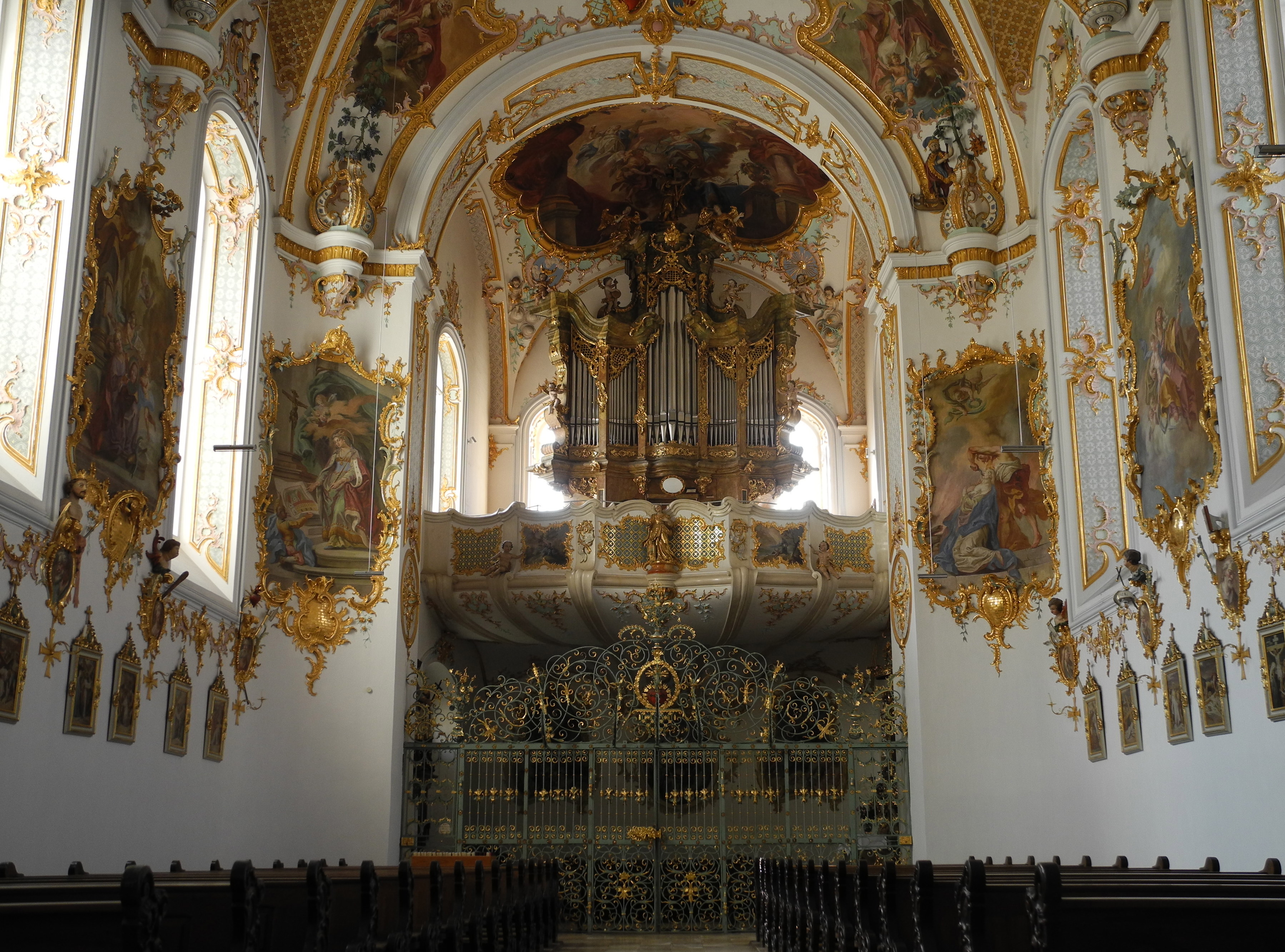
Vue vers la tribune.

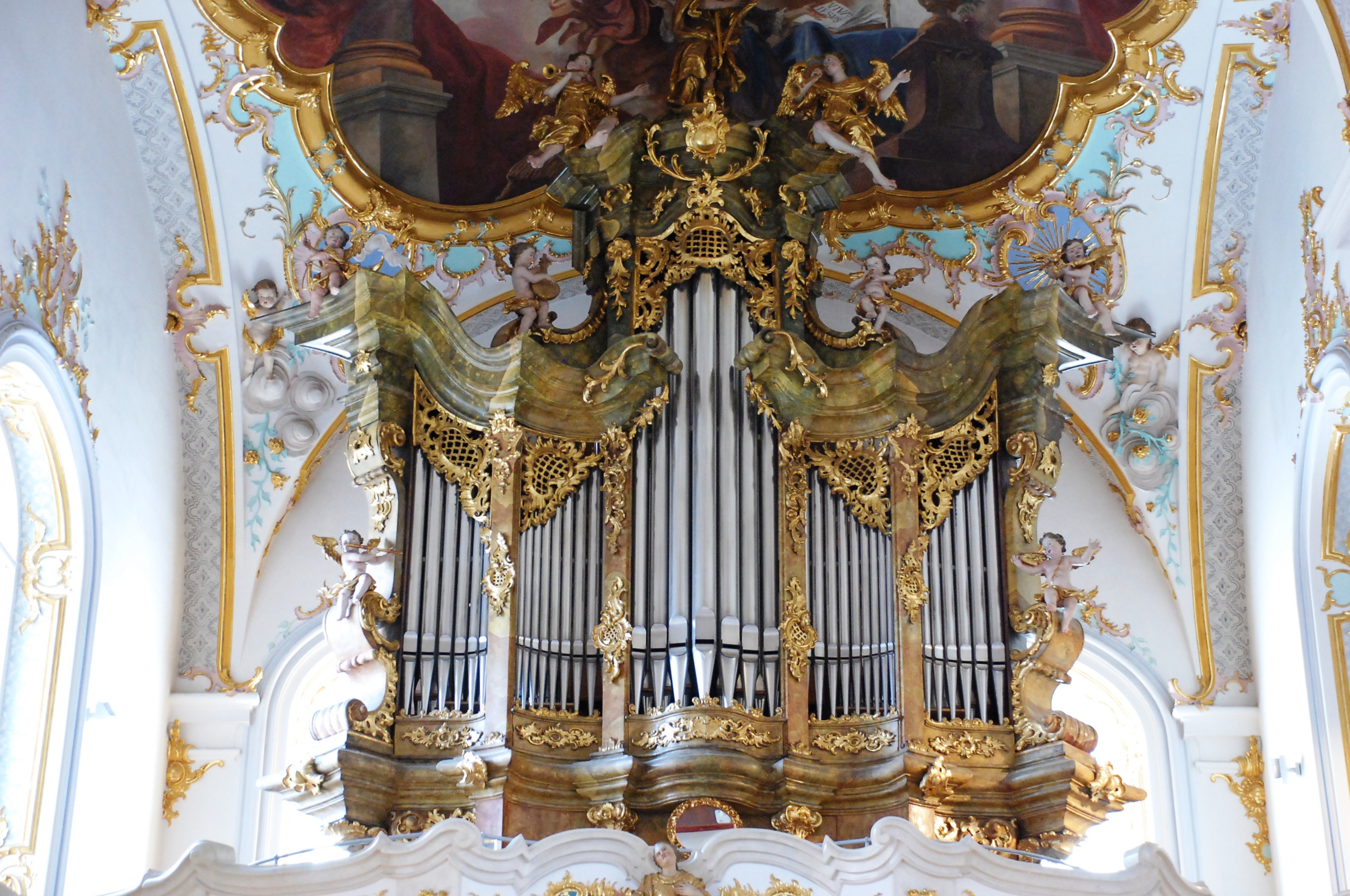
Orgue.

## Histoire
L'église est construite en 1697 d'après les plans de Wolfgang Dientzenhofer (de). Elle est consacrée en 1699 par Mgr von Wartenberg (de). L'église est agrandie en 1758, on allonge le chœur et l'on construit les chapelles latérales. La décoration rococo date de cette époque, les stucs étant l'œuvre d'Anton Landes, les fresques de Gottfried Bernhard Götz.
Le couvent est sécularisé en 1803, comme tant d'autres en Allemagne. Le couvent passe en 1839 aux Pauvres sœurs des écoles de Notre-Dame. C'est aujourd'hui l'école Dr.-Johanna-Decker.

## Architecture
L'église rectangulaire est terminée par un chœur rectangulaire, avec un arc triomphal. La niche en forme de conche fait la jonction avec le vaisseau qui est plus large. 
Du côté Ouest, le narthex en forme de coquille supporte la tribune de l'orgue. La nef est fermée par une voûte en « pointe » (Stichkappe), le chœur avec des coupoles de style de Bohême. Les plafonds sont richement décorés de stucs en forme de vases, de rocailles, de brocarts, etc., avec des allégories des quatre éléments et des quatre saisons sur les consoles des voûtes. Les visages des apôtres sont représentés sur les murs qu'une restauration récente a rendus plus lumineux. 
On remarque sur la fresque du plafond de la nef l'inscription G. B. Göz Invenit et Pinxit 1758 sous des scènes de l'histoire de la fondation de l'Ordre de la Visitation et le symbole de la Divina Providentia (Providence divine). Entre les voûtes, quatre pères de l'Église sont représentés et en haut du chœur la Très Sainte Trinité entourée aux angles des quatre Évangélistes; les chapelles sont décorées des figures de saint Florian, de saint Sébastien et au-dessus de la tribune de sainte Jeanne de Chantal, la  fondatrice, ainsi que deux scènes de la vie de saint Augustin. 
On remarque sur les murs des cadres de stuc avec des fresques du Sacré-Cœur, de saint Joseph, de sainte Apollonie (au nord), l'Immaculée Conception, l'apôtre Thaddée et sainte Hedwige (au sud). Sur le mur Ouest, l'on peut discerner sainte Walburge, saint Florian et saint Nicolas de Tolentino.

## Décoration intérieure
La décoration intérieure est due à des artistes locaux. Vers 1758, les religieuses ont fait installer le maître-autel, la chaire, le buffet d'orgue, les confessionnaux avec des rocailles de Schott. Les sculptures sur bois sont de Johann Peter Bacher et les peintures murales de Johann Andreas Georg Zellner de Furth. Les autels latéraux de Johann Peter Hirsch et Johann Wolfgang Eder sont en accord avec le maître-autel. Les retables sont l'œuvre de Gottfried Bernhard Götz.
Le tableau au-dessus du maître-autel montre saint Augustin offrant son cœur enflammé à la Fides Ecclesia. Ceux des autels latéraux montrent la Visitation de Marie à Élisabeth et saint François de Sales rédigeant les Constitutions.
Les grilles du chœur datent de 1699 et sont l'œuvre de Johann Franz Eberhard ; elles ont été agrandies en 1757-1758.

## Orgue
L'orgue de tribune date de 1760 ; il a été conçu par Johann Konrad Funtsch (de) d'Amberg, comprenant 1 001 tuyaux et 19 registres deux claviers manuels et pédalier. Il est réaménagé en 1926 par Steinmeyer (de) (Oettingen), en 1993 par Hubert Sandtner (Dillingen a. d. Donau) 
| I Hauptwerk C–g3 |                  |                |
| 1.               | Copel*           | 16′            |
| 2.               | Principal        | 8′             |
| 3.               | gedeckte Copel   | 8′             |
| 4.               | offene Copel     | 8′             |
| 5.               | Gamba            | 8′             |
| 6.               | Octav            | 4′             |
| 7.               | Gembshorn        | 4′             |
| 8.               | Quint            | 3′             |
| 9.               | Superoctav       | 2′             |
| 10.              | Sesquialtera     | Bruch 1, 3, 5' |
| 11.              | Mixtur major IV  | 2′             |
| 12.              | Mixtur minor III | 1′             |
| 13.              | Trompete*        | 8′             |

| II Positiv C–g3 |             |                |
| 14.             | Copel       | 8′             |
| 15.             | Solicinal   | 8′             |
| 16.             | Piffara     | 8′             |
| 17.             | Flötten     | 4′             |
| 18.             | Flaschonetl | 2'             |
| 19.             | Quint*      | Bruch 1, 1, 3′ |
| 20.             | Schalmei*   | 8′             |

| Pedal C–f1 |          |     |
| 21.        | Violon*  | 16′ |
| 22.        | SubPaß   | 16′ |
| 23.        | OctavPaß | 8′  |
| 24.        | Copel*   | 8′  |
| 25.        | Octav*   | 4′  |
| 26.        | Fagott*  | 16′ |